# 10.5cm leFH 18

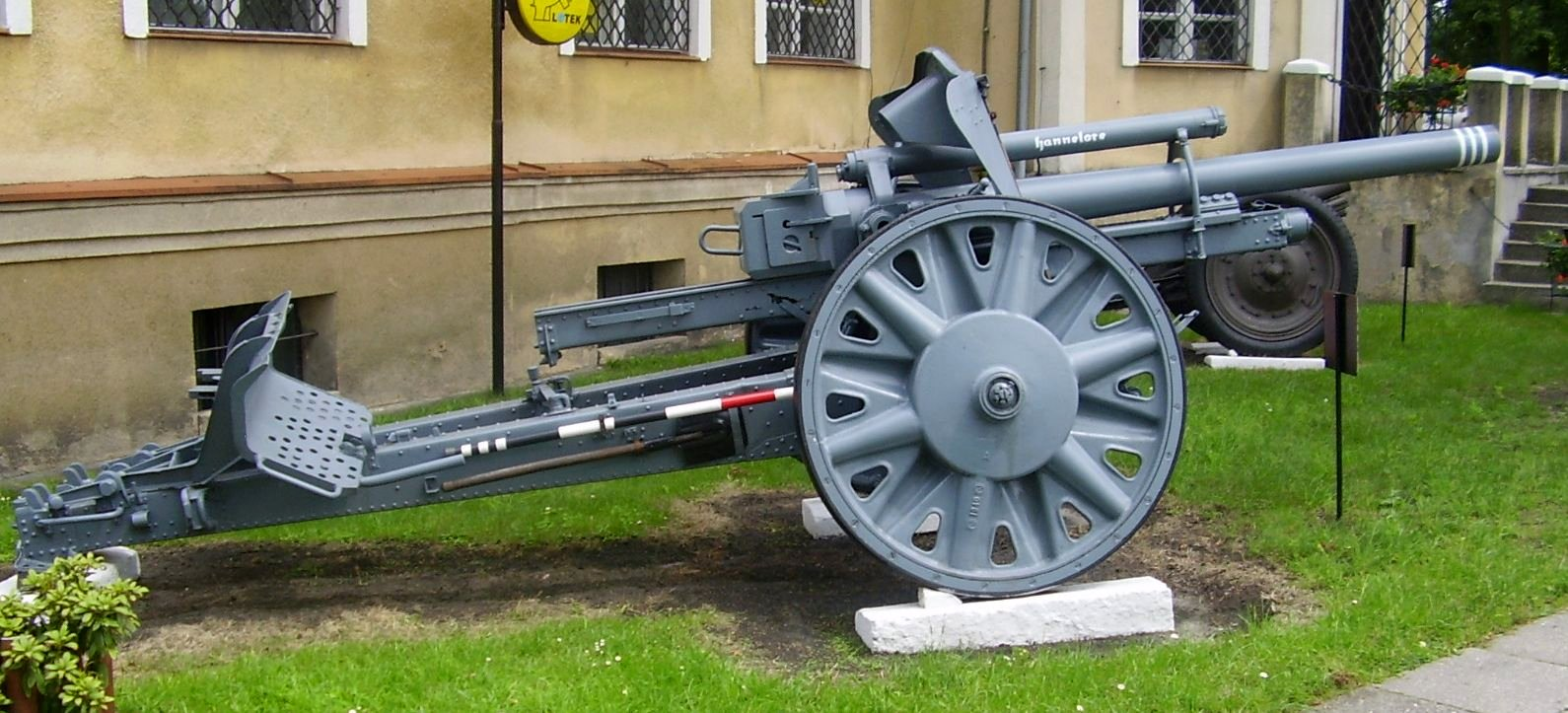
10.5cm leFH 18

10.5cm leFH 18（ドイツ語: 10,5-cm-leichte Feldhaubitze 18）とは、第二次世界大戦前にドイツが設計した軽榴弾砲である。

## 概要
18とは1918年に制式採用されたことを意味するが、これは、ヴェルサイユ条約によりドイツは大口径火砲の新規開発と保有が禁じられていたため、第一次世界大戦中に既に開発されていた、という欺瞞工作として命名されたものである。
10.5cm leFH 18は1929年から1930年にかけて10.5cm leFH 16の後継軽榴弾砲として、ラインメタル社が同時期に試作した7.5cm FK L/42を基に設計し、1935年にドイツ国防軍に制式採用された。1940年に10.5cm leFH 18M、1942年～1943年には10.5cm leFH 18/40が登場している。15cm sFH 18重榴弾砲とともに師団砲兵の主力野戦榴弾砲として、第二次世界大戦を通して陸軍と武装親衛隊の双方で広く運用された。
ドイツ以外には中国、そして継続戦争時にフィンランドへ10.5cm leFH 18と10.5cm leFH 18Mが合計53門輸出されて同国内で105 H 33として制式採用された他、10.5cm leFH 18/40も少数輸出されており、こちらは105 H 33-40の制式名称が与えられている。他にも第二次世界大戦勃発前にハンガリーやブラジル、スペインなどへ輸出している。西部戦線のオランダで鹵獲された輸出型は、10.5cm leFH 18/39と称して再利用された。第二次世界大戦の終結後はドイツとの併合が解消されたオーストリアやチェコスロバキア、枢軸国の占領下から解放されたユーゴスラビアでも運用された。
第二次世界大戦型の軽榴弾砲としてはごく標準的な構造で、砲架は開脚式を採用して水平射角を拡大し、駐退復座機は液気圧式を採用する事で軽量化を図っていた。試作段階は木製のスポークホイールだったが、1936年に軽合金製の鋳造車輪へ変更された。馬匹やRSOトラクター以外では、Sd.Kfz.6/1・Sd.Kfz.11・Sd.Kfz.251/4などの半装軌車によって牽引された。1943年には装甲砲兵用としてヴェスペ自走榴弾砲の量産が開始されたものの、通常は装甲砲兵連隊の第1大隊のみに配備され、第2大隊は10.5cm leFH 18各型を継続使用していた。
弾薬には軟目標用の榴弾以外に、硬目標用の徹甲榴弾や成形炸薬弾、及び各種用途の発煙弾、曳光弾、焼夷弾、星弾、宣伝弾など様々な種類の弾薬が用意されていた。中でも珍しいのは対戦車戦闘用のPzgr.39 (TS)と長射程用のSprgr.42 (TS)で、7.5cm徹甲榴弾や8.8cm榴弾に装弾筒を装着する事で発射可能にしていた。
砲兵科用の装備器材で自衛以外の対戦車戦闘は本来想定されていなかったが、独ソ戦初期は戦車猟兵が保有する3.7cm PaK 36や5cm PaK 38ではタングステン弾芯の高速徹甲弾（Pzgr.40）を用いてもT-34中戦車やKV-1重戦車に苦戦を強いられたため、8.8cm FlaKシリーズや野戦重砲とともにしばしば対戦車戦闘を支援した。10.5cm徹甲榴弾は貫徹こそ困難でも擱座させる事は可能で、1942年以降に供給された成形炸薬弾なら貫通撃破も期待できた。
第二次世界大戦開戦後に射程不足が判明したため、後継として10.5cm leFH 18の砲架に10cm K 17の改良砲身を載せた10cm leK 41、最大射程を13,000mに延伸した10.5cm leFH 42、全周旋回機構を備えた10.5cm leFH 43、新型砲身と既成砲架の組み合わせが検討された10.5cm leFH 44の開発に着手したが、いずれも諸事情で採用には至らなかった。ちなみに独ソ戦の戦訓から要求された性能は、全周射界、高仰角射撃対応、通常の弾薬による射程が13,000m、leFH 18/40よりも軽量（1,930kg以下）等の内容だった。

## 前身・派生型

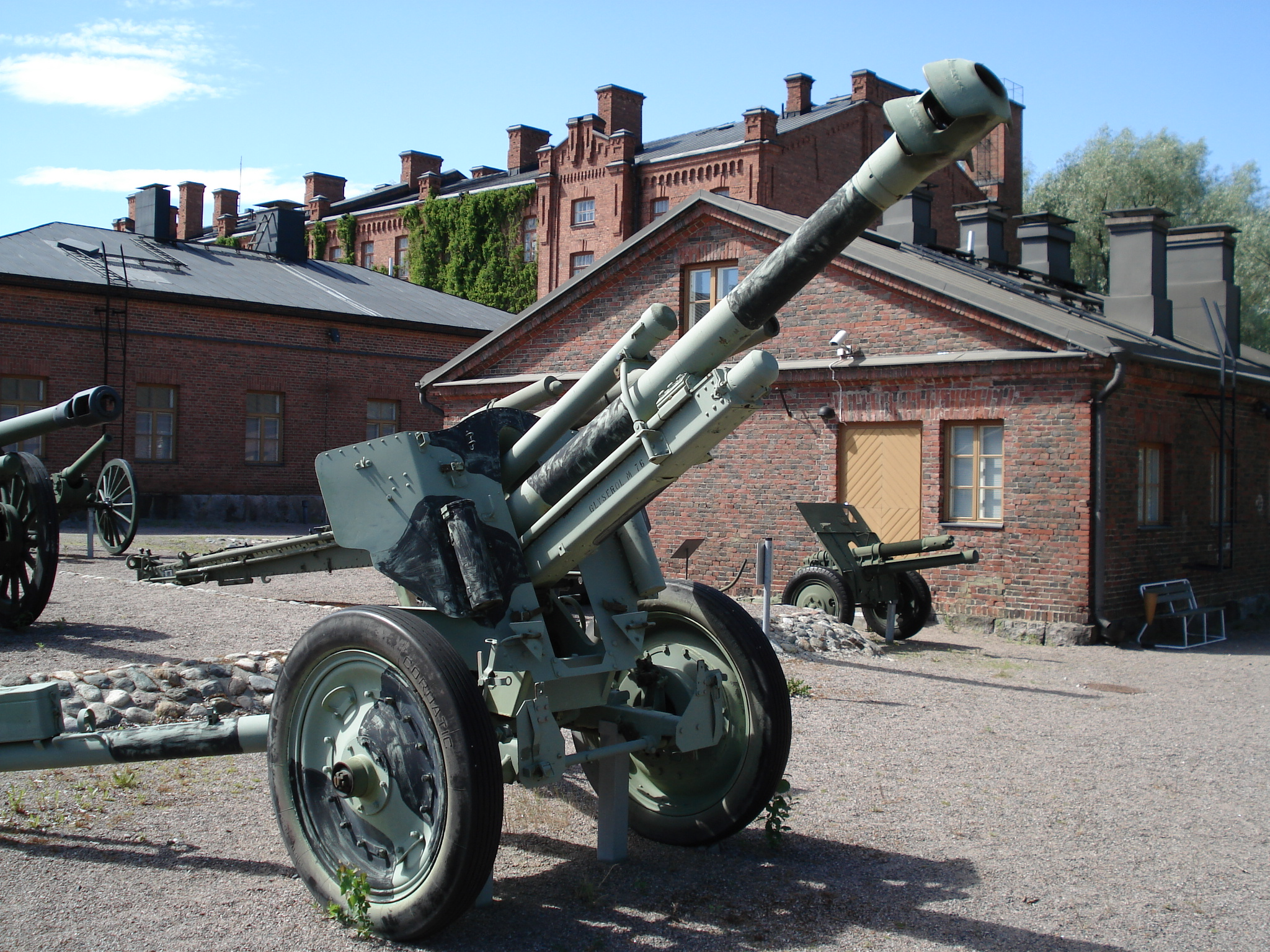
10.5cm leFH 18/40

7.5cm FK L/42
10.5cm leFH 18の前身に相当する野砲で、後に砲架が参考にされた。1930年に完成した試作砲は42口径と長砲身で、砲口初速701m/s、仰角最大42度、最大射程13,480m（13,500m説も有る）という性能を有していた。戦闘重量が1,625kgと当時の野砲としては過剰で、また10.5cm軽榴弾砲を主要装備として整備する方針上、不採用となった。

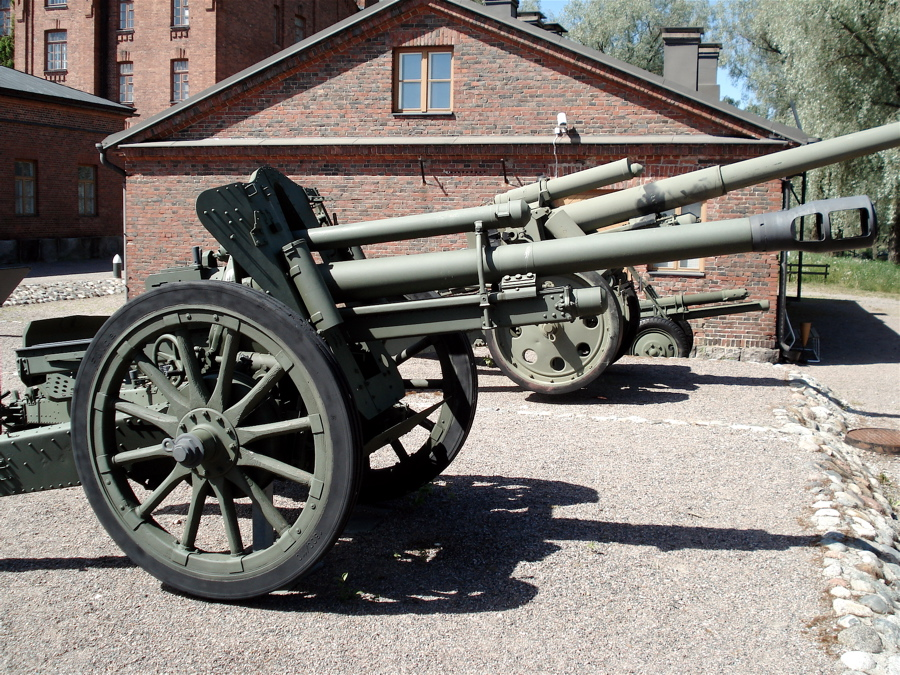
10.5cm leFH 18M

気流調整板式マズルブレーキの導入と駐退復座機の改修で、反衝力軽減を図った型。初期のマズルブレーキは不具合があり、後に形状が籠型に変更されている。装薬の増量が可能となり、射程を2,000m近く延長している。 M-30 122mm榴弾砲やQF 25ポンド砲Mk.II～IVに匹敵する射程となったが、76mm師団野砲（F-22、F-22USV、ZiS-3）やM-60 107mm野砲には劣っていた。装甲列車のBP44にも搭載された。
10.5cm leFH 18/39
1939年にオランダへ約100基が輸出されて、1940年にドイツが接収したクルップ社製の改修型。弾薬の互換性が無かったため、80基が10.5cm leFH 18Mの砲身に交換された。1941年から1942年にかけて前線へ配備された。
10.5cm leFH 18/40

10.5cm leFH 18Mの砲身と7.5 cm PaK 40の下部砲架と組み合わせて軽量化と生産性向上を図った型で、マズルブレーキの形状も10.5cm leFH 18Mと異なっている（反動吸収率が27％から42％に強化された）。当初の鋼製車輪は7.5cm PaK 40と同一の直径だったが、仰角を上げた際に砲尾が地面に接触することから大型化された。軽量砲架の採用は砲身重量過大と反衝負荷増大に起因する問題を招いた。1942年3月の発令により着手され、1945年までに10,265門（10,245門説も有る）が生産された。
10.5cm leFH 18/42
クルップ社の開発した31口径砲に換装した型。最大射程は10.5cm leFH 18Mや10.5cm leFH 18/40をやや上回ったが、戦闘重量が増加した事もあり、試作段階に留まっている。

## 搭載車両
10.5cm突撃榴弾砲42
III号突撃砲の車体に、10.5cm leFH 18の車載版である10.5cm StuH 42を搭載した突撃砲。仰俯角は-6度～+20度、旋回角は左右各10度に制限されている。後にマズルブレーキは不要とされ、廃止された。元々はトーチカなどの硬化防御陣地粉砕用に開発されたが、対戦車戦闘にも用いられた。
ヴェスペ（leFH 18/2 auf Fgst PzKpfw II (Sf)）
II号戦車の車体を改造して10.5cm leFH 18/2を搭載した自走榴弾砲。15cm sFH 18/1を主砲にしたフンメルとともに、装甲師団や一部の装甲擲弾兵師団へ配備された。編制定数は、装甲砲兵連隊第1大隊に所属する2個中隊各6両の計12両とされた。
10.5cm leFH18(Sf) auf Geschuetzwagen Lorraine Schlepper (f)
ロレーヌシュレッパー(f)ことロレーヌ 37Lに10.5cm leFH 18/4を搭載した自走榴弾砲。60両発注されたが、実際には12両のみ就役した。
10,5cm leFH18(Sf) auf Geschützwagen 39H(f)
オチキス H39軽戦車に、マルダーIと同じ要領で10.5cm leFH 18（一部は10.5cm leFH 16）を搭載した自走榴弾砲。1942年～1943年に48両が改装された。
10.5cm leFH18/3(Sf) auf Geschützwagen B-2(f)
ルノー B1bis重戦車の戦車砲を撤去して、10.5cm leFH 18/3をオープントップ式に搭載した自走榴弾砲。1942年に16両が改装され、対ゲリラ戦に使用された。第26装甲師団第93装甲砲兵連隊が受領している。
leFH 18/1搭載IV号b型自走砲
IV号戦車の車体を改設計した車台に、10.5cm leFH 18/1をオープントップ式限定旋回砲塔に搭載した自走榴弾砲。費用削減の失敗とエンジンの出力不足により、試作車の2両と先行量産型の10両が製造されただけで終わった。
105 mm leFH 18/40/2 auf Geschützwagen III/IV ＆ 105 mm leichte Feldhaubitze 18/1 L/28 auf Waffenträger Geschützwagen IVb
III/IV号車台を母体とした武器運搬車で、車上射撃可能なオープントップ式全周旋回砲塔に10.5cm leFH 18/40/2乃至10.5cm leFH 18/1を備えている。前者のラインメタル社製は主砲のみ、後者のクルップ社製は砲塔を車体から降ろして地上運用出来るのが特徴だった。両方とも量産は行われていない。
10.5cm StuH 42/2 auf Jagdpanzer 38(t) ＆ 10.5cm StuH 42/2 auf Jagdpanzer 38 D（638/28 Gerät 547）
ヘッツァーとその発展版である駆逐戦車38Dの派生型。10.5cm StuH 42/2に武装変更した車両で、10.5cm突撃榴弾砲42の後継だと言われている。
Leichte Einheitswaffenträger（Gerät 587 GW 638/26）
ヘッツァーとRaupenSchlepper Ostの構成部品を流用した軽武器運搬車。上記のホイシュレッケの代替車両で、10.5cm leFH18/40/5を搭載する計画だったが、実際には8.8cm PaK 43を採用した試作車が製作されていた。量産段階には進んでいない。
mittlerer Einheitswaffenträger（Gerät 578 GW 638/21）
駆逐戦車38Dベースの中型武器運搬車（mittlerer Waffenträger Grosse I）の一案で、10.5cm leFH18/40/5を搭載する予定だった。俯仰角-5度～+42度、携行弾数40発とされたが、開発未了で試作車も存在しない。
Geschützwagen Gw 634/6 für leFH 18/40/6 Sf
sWSに10.5cm leFH 18/40/6を搭載する計画だった。
105mm ľahká húfnica vz.18 N na platforme Hetzer
第二次世界大戦後のチェコスロバキアで提案されたヘッツァーの派生型。ヘッツァーの車台に10.5cm leFH 18乃至10.5cm leFH 18/40を搭載する設計だった。本格開発に至らず、最終的には放棄されている。

## スペック
| 型式         | 10.5cm leFH 18 | 10.5cm leFH 18M | 10.5cm leFH 18/39 | 10.5cm leFH 18/40 | 10.5cm leFH 18/42 | 10cm leK 41  | 射程 （10.5cm leFH 18各型） | 射程 （10.5cm leFH 18各型） | 射程 （10.5cm leFH 18各型） |
| ------------ | -------------- | --------------- | ----------------- | ----------------- | ----------------- | ------------ | --------------------------- | --------------------------- | --------------------------- |
| 口径         | 105mm          | 105mm           | 105mm             | 105mm             | 105mm             | 105mm        | 装薬                        | 初速                        | 最大射程                    |
| 砲身長       | 2,941mm        | 3,308mm         | 3,308mm           | 3,308mm           | 3,255mm           | 4,200mm      | 1号                         | 200m/s                      | 3,575m                      |
| 戦闘重量     | 1,985kg        | 2,040kg         | 1,945kg           | 1,900kg           | 2,040kg           | 2,640kg      | 2号                         | 232m/s                      | 4,625m                      |
| 仰俯角       | - 5° ~ + 42°   | - 5° ~ + 42°    | - 5° ~ + 45°      | - 5° ~ + 45°      | - 5° ~ + 45°      | - 5° ~ + 45° | 3号                         | 264m/s                      | 5,760m                      |
| 方向射界     | 56°            | 56°             | 60°               | 56°               | 56°               | 60°          | 4号                         | 317m/s                      | 7,600m                      |
| 最大射程     | 10,675m        | 12,325m         | 12,325m           | 12,325m           | 12,700m           | 15,000m      | 5号                         | 391m/s                      | 9,150m                      |
| 発射速度     | 6発/分         | 6発/分          | 6発/分            | 6発/分            |                   |              | 6号                         | 470m/s                      | 10,675m                     |
| 運用要員     | 5名            | 5名             | 5名               | 5名               |                   |              | 有↓ マズルブレーキ ↑無      | 有↓ マズルブレーキ ↑無      | 有↓ マズルブレーキ ↑無      |
| 初速（榴弾） | 470m/s         | 540m/s          | 540m/s            | 540m/s            | 585m/s            | 665m/s       | 強装                        | 540m/s                      | 12,325m                     |

| 砲弾         | 砲弾        | 砲弾         | 砲弾   | 角度   | 射程  | 射程  | 射程   | 射程   | 射程   |
| ------------ | ----------- | ------------ | ------ | ------ | ----- | ----- | ------ | ------ | ------ |
| 弾薬         | 弾種        | 弾重         | 初速   | 弾着角 | 100m  | 500m  | 1,000m | 1,500m | 2,000m |
| Pzgr.        | AP-HE       | 14.00kg      | 395m/s | 60°    | 56mm  | 52mm  | 48mm   | 45mm   |        |
| Pzgr.rot     | APCBC-HE    | 15.56kg      | 470m/s | 60°    | 63mm  | 59mm  | 54mm   | 50mm   | 46mm   |
| Pzgr.39 (TS) | APCBC-HE-DS | 6.40/ 7.70kg | 765m/s | 60°    |       | 91mm  | 80mm   |        |        |
| Gr.39 HL     | HEAT        | 12.30kg      |        | 60°    | 70mm  | 70mm  | 70mm   | 70mm   | 70mm   |
| Gr.39 HL/A   | HEAT        | 12.30kg      | 495m/s | 60°    | 80mm  | 80mm  | 80mm   | 80mm   | 80mm   |
| Gr.39 HL/B   | HEAT        | 12.25kg      | 495m/s | 60°    | 90mm  | 90mm  | 90mm   | 90mm   | 90mm   |
| Gr.39 HL/C   | HEAT        | 12.35kg      | 495m/s | 60°    | 100mm | 100mm | 100mm  | 100mm  | 100mm  |